# Krister Porzellan-Manufaktur

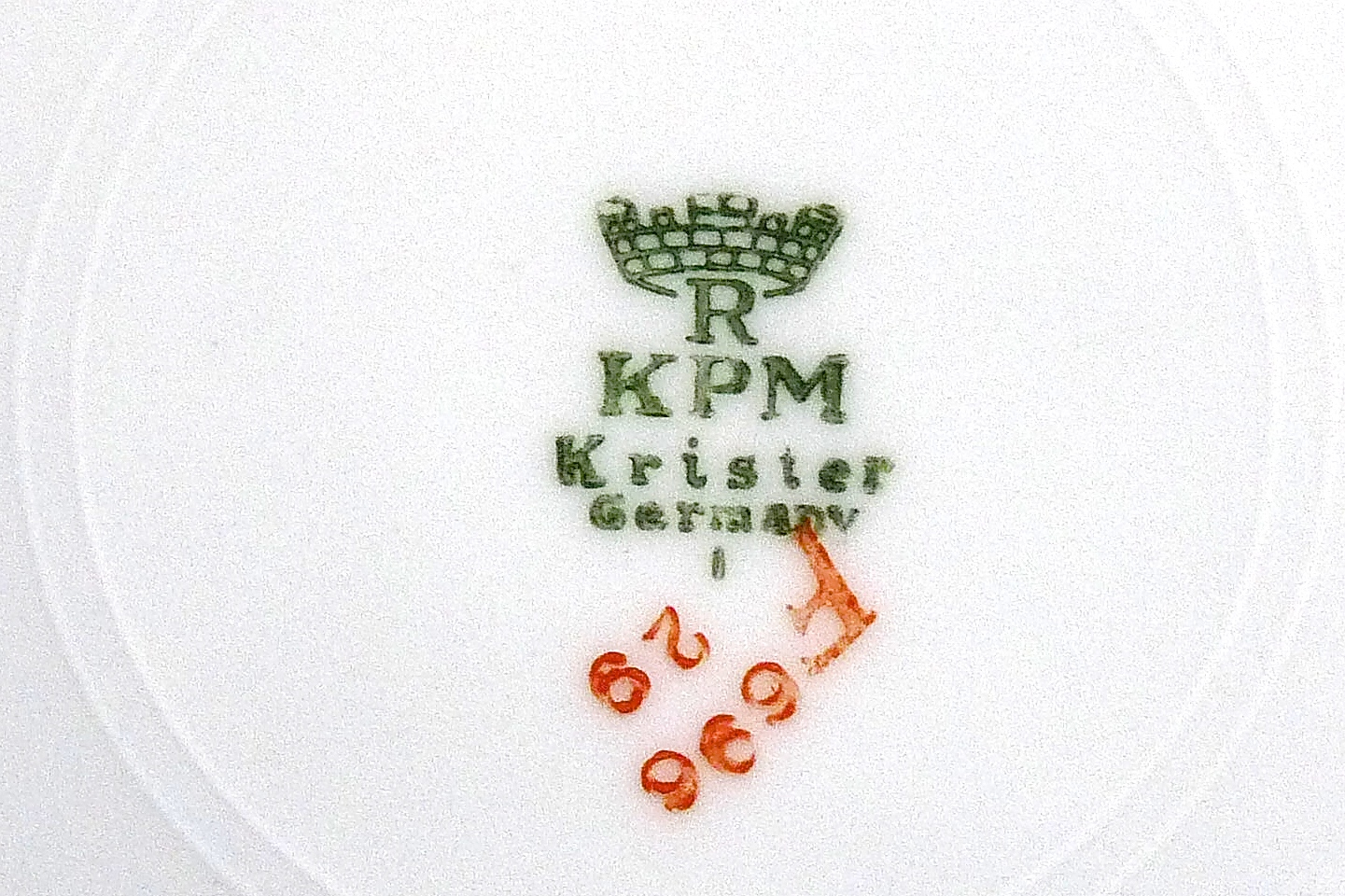
Bodenmarke Krister, 1951–1971

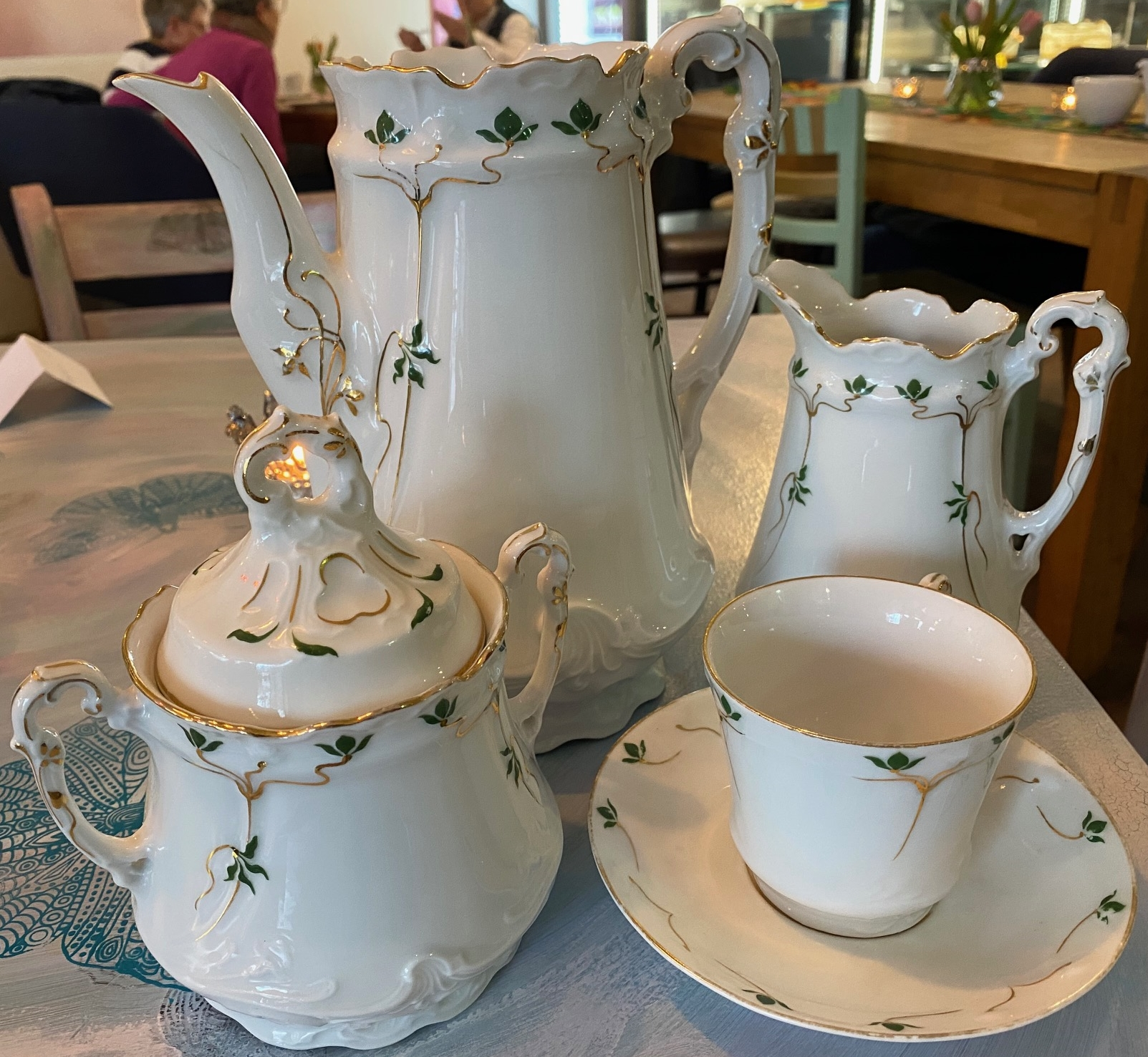
Porzellan Anfang des 20. Jahrhunderts aus der Krister Porzellan-Manufaktur (ehemals: Hayn) in Waldenburg

Die Krister Porzellan-Manufaktur (KPM) war einer der ältesten niederschlesischen Porzellanhersteller. Die Manufaktur wurde 1831 in Waldenburg (heute: Wałbrzych) von dem Porzellanmaler Carl Krister (1802–1869) gegründet. Um die Jahrhundertwende vom 19. zum 20. Jahrhundert war sie eines der größten porzellanproduzierenden Unternehmen im Deutschen Reich. Die Firma ist 1971 erloschen.

## Geschichte

### 19. Jahrhundert
Im Jahr 1829 trat der Blaumaler und Porzellanarbeiter Carl Krister in die Porzellanfabrik Hayn in Waldenburg ein. Gründer dieser Fabrik war der Leinenhändler Johann Traugott Hayn.
Im Jahr 1831 pachtete Krister die Fabrik. Damit begann die selbstständige unternehmerische Tätigkeit von Carl Krister. Deshalb gilt dieses Jahr als Gründungszeitpunkt der Kristerschen Porzellan-Manufaktur.
1835 kaufte Krister seine gepachtete Porzellanfabrik sowie die Porzellanfabrik Rausch, ebenfalls in Waldenburg. Er legte diese zusammen. Die Produkte orientierten sich in den Anfangsjahren stark an den Erzeugnissen der Königlichen Porzellan-Manufaktur Berlin. Das galt nicht nur für Formen und Dekore, sondern auch für die Bodenmarke. Sein wirtschaftlicher Erfolg beruhte aber nicht nur auf Nachahmung. Krister bediente den Bedarf der wachsenden städtischen Bevölkerung nach Porzellanprodukten, die einerseits preiswert waren, aber andererseits im Aussehen den wertvollen Porzellanen gehobener Gesellschaftsschichten gleichkamen. Er war ein Wegbereiter der Massenproduktion von Porzellan. Außerdem versuchte er, weitgehend unabhängig von Zulieferern zu sein. 
Im Jahr 1856, dem 25. Jahr seines Bestehens, verfügte das Unternehmen über ca. 1200 Mitarbeiter, ein Stampf- und Reibewerk für Porzellanmassen, eine Kaolingrube im Abbaugebiet Seilitz bei Meißen inkl. Schlämmerei. Weiterhin besaß Krister eigene Ton-, Feldspat- und Quarzvorkommen sowie Beteiligungen an Kohlebergwerken, da seine Brennöfen seit 1845 mit Steinkohle befeuert wurden. Eine eigene Ziegelei lieferte die für die Brennöfen benötigten Schamottesteine. Und im firmeneigenen Brettschneidewerk wurden die Bretter für die Transportkisten gesägt. 
1857 und 1867 wurden Krister-Produkte auf den Pariser Weltausstellungen mit Medaillen ausgezeichnet. Am 10. November 1869 starb der Firmengründer. Die Krister Porzellan-Manufaktur wurde als Familienunternehmen weitergeführt.
Die Mitarbeiterzahl erreichte mit rund 1500 im Jahr 1871 einen Höhepunkt. Angeboten wurde eine sehr große und breite Produktpalette. Sie reichte von Aschenbechern über Barttassen und Waschgeschirren bis hin zu Spucknäpfen und Grabsteinen.

### 20./21. Jahrhundert
1901 erfolgte die Umfirmierung in Porzellan- und Chamottefabrik Carl Krister, was sich auch an der Bodenmarke bemerkbar machte. Allerdings wurde bereits 1905 der Name Krister Porzellan-Manufaktur für Porzellanprodukte mit entsprechender Verwendung der KPM-Bodenmarke wieder aufgenommen. 1913 hatte das Unternehmen rund 800 Mitarbeiter.
1920 erfolgte eine Umwandlung der Firma in die Krister Porzellanindustrie Aktiengesellschaft. 1921 übernahm Rosenthal & Co. die Aktienmehrheit von den Unternehmenserben. Sonst änderte sich nichts an Firmierung und Bodenmarken. Am 24. November 1925 wurde das Unternehmen in Krister Porzellan-Manufaktur Aktiengesellschaft umbenannt. 

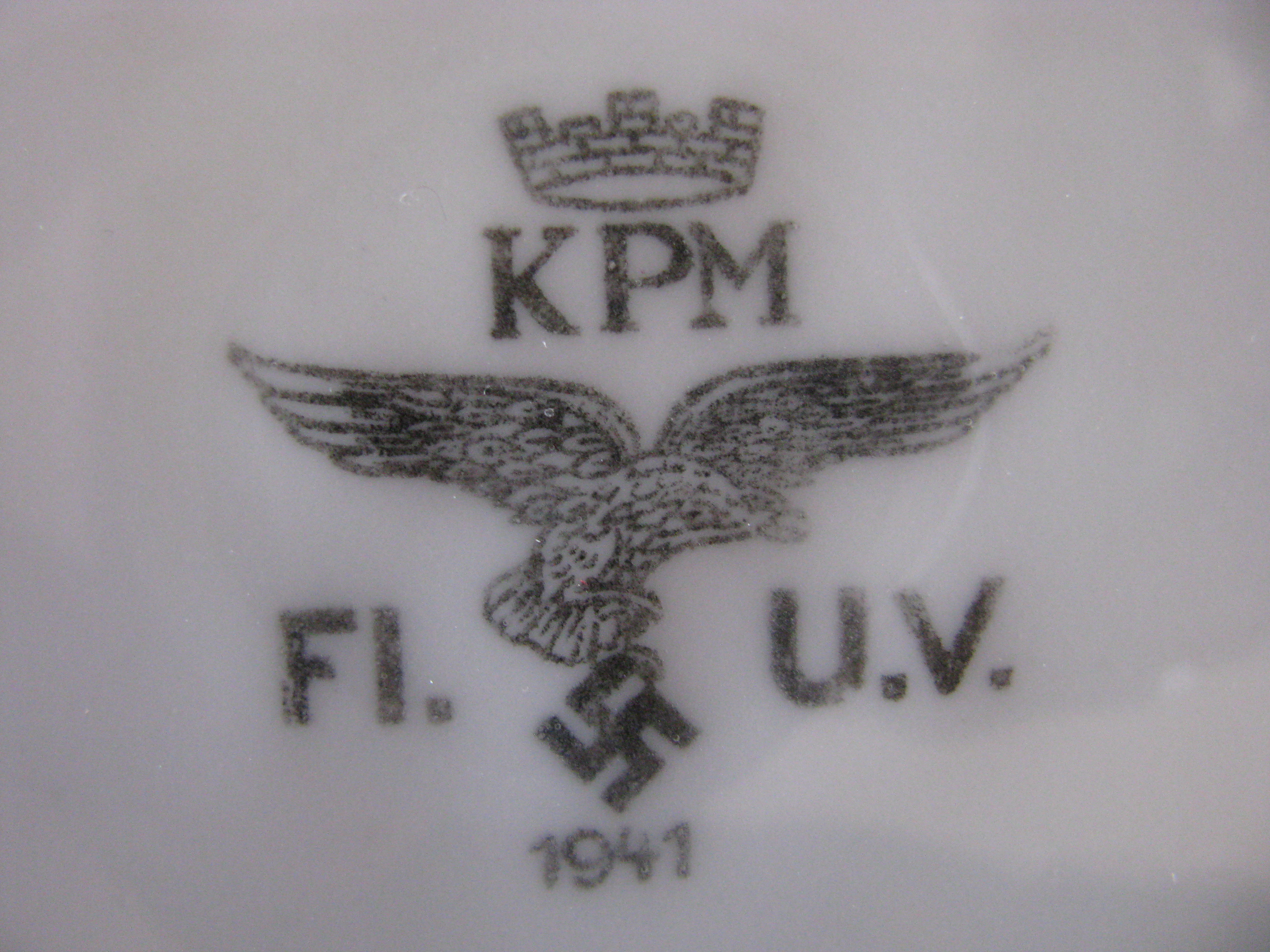
Bodenmarke der Krister Porzellan-Manufaktur unter einer Servierplatte des Fliegerhorstes Wietzenbruch von 1941

1931 hatte das Unternehmen rund 1030 Mitarbeiter. Erfolgreich in dieser Zeit sind Porzellane mit galvanisch aufgebrachten Metallauflagen. Häufig wurden sie als Vollsilberfonds oder Vollnickelfonds ausgeführt. Seit 1936 war die Firma vollständig im Eigentum des Rosenthal-Konzerns. Die Produktion umfasste nach wie vor Gebrauchsporzellan für Haushalte, Hotels und Kantinen, Gaststätten, Heer, Marine und Arbeitsdienste.
Der 5. Mai 1945 war in den nicht direkt kriegsgeschädigten Gebäuden und Anlagen der letzte Arbeitstag unter deutscher Verwaltung. Bereits am 11. Mai 1945 wurde die Arbeit unter polnischer Verwaltung wieder aufgenommen. Seitdem gab es eine geteilte Unternehmensentwicklung. 
1952 gründete der deutsche Markeninhaber Rosenthal im pfälzischen Landstuhl ein neues Krister-Werk. Die Produktion wurde 1965 nach Marktredwitz verlegt. Nach 140 Jahren, im Jahr 1971, erlosch der Firmenname während einer Umstrukturierung, bei der die Krister-Gesellschaften in Unternehmensteile des Rosenthal-Konzerns umgewandelt wurden. Einige Geschirrserien wurden noch unter der Rosenthal-Marke Thomas hergestellt.

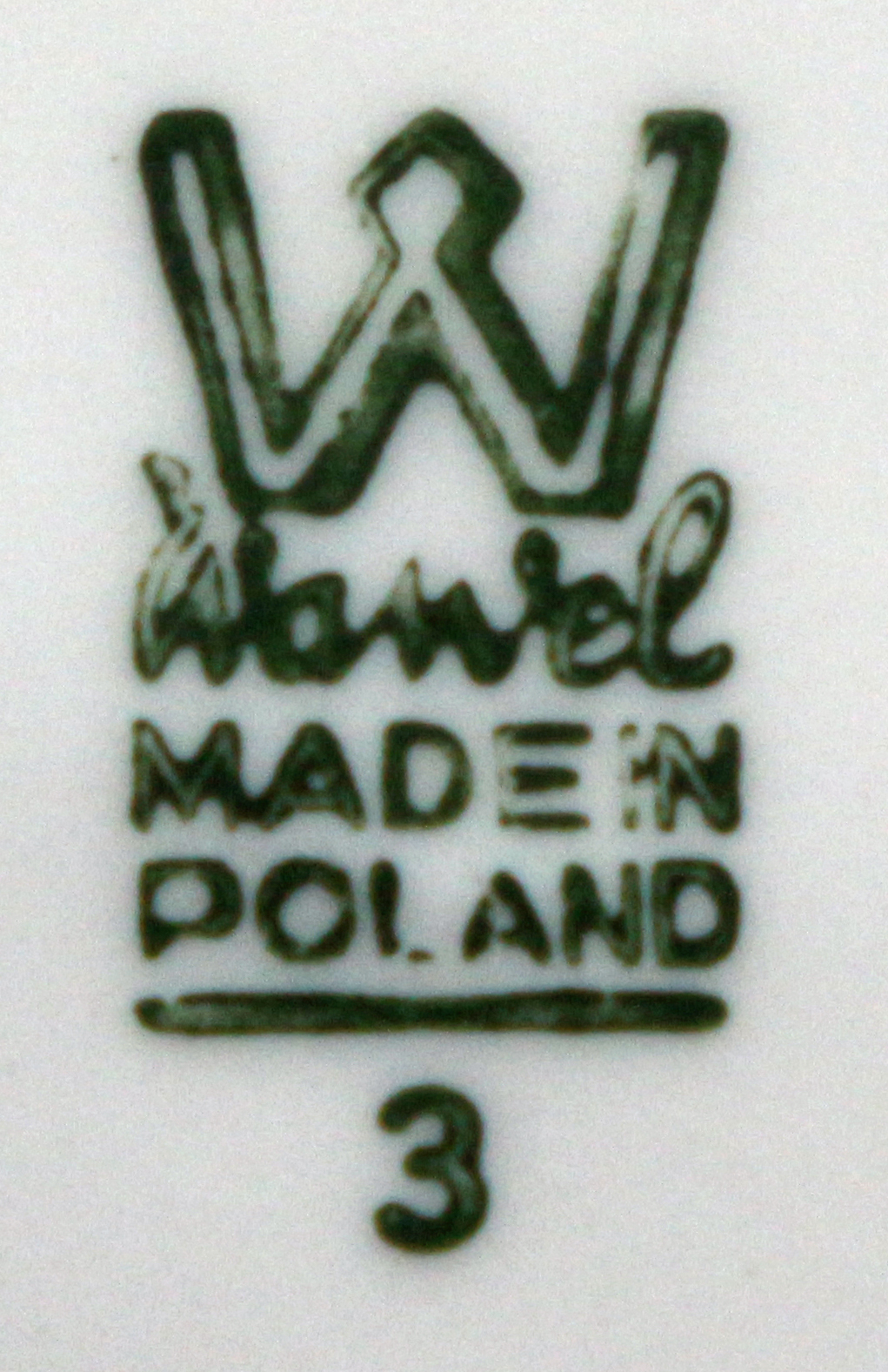
Porzellanmarke W Wawel (Wałbrzych)

Im Stammhaus in Waldenburg wurde bis 2023 Porzellan produziert. Die Produktion wurde aufgrund der hohen Erdgaspreise eingestellt. Nach der Übernahme der Produktionsanlagen durch Polen wurde unter dem Namen Krzysztof produziert. Dies gestattete die Weiternutzung der Bodenmarken, ergänzt um den Zusatz „Made in Poland“. 1953 wurde die nun staatliche Porzellanfabrik in Krzysztof Fabryka Porcelany umbenannt und trug fortan die Bodenmarke W Wawel, ein als stilisierte Krone ausgeführtes „W“. Seit 2010 firmiert das Unternehmen als Porcelana Krzysztof sp. z o.o. und gehört zum polnischen Tiefkühlkost-Unternehmen Nordis Chłodnie Polskie. Die Produktion umfasst nach wie vor Gebrauchsporzellan für Haushalte, Hotels und Kantinen. Die Geschirrserie Fryderyka wurde noch 2011 damit beworben, seit 1936 ununterbrochen hergestellt worden zu sein.

## Bodenmarke

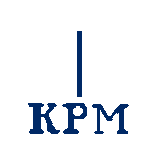
Die bekannteste Porzellanmarke von Krister war seit 1840 in Gebrauch

Anfangs war eine Verwechslung der Krister-Porzellanmarke mit dem Zeichen der Königlichen Porzellanmanufaktur KPM in Berlin beabsichtigt: Kristers Marke zeigte über dem Monogramm „KPM“ (für: Krister Porzellan-Manufaktur) einen senkrechten Strich, der dem berühmten Zepter der Berliner Manufaktur ähneln sollte. Um eine Verwechslung mit dem Billigkonkurrenten zu erschweren, wurde das Berliner Porzellan ab 1844 mit dem preußischen Adler, Krone, Zepter und Reichsapfel markiert. Krister zog bald nach und benutzte ebenfalls einen Adler, aber ohne die königlichen Insignien.

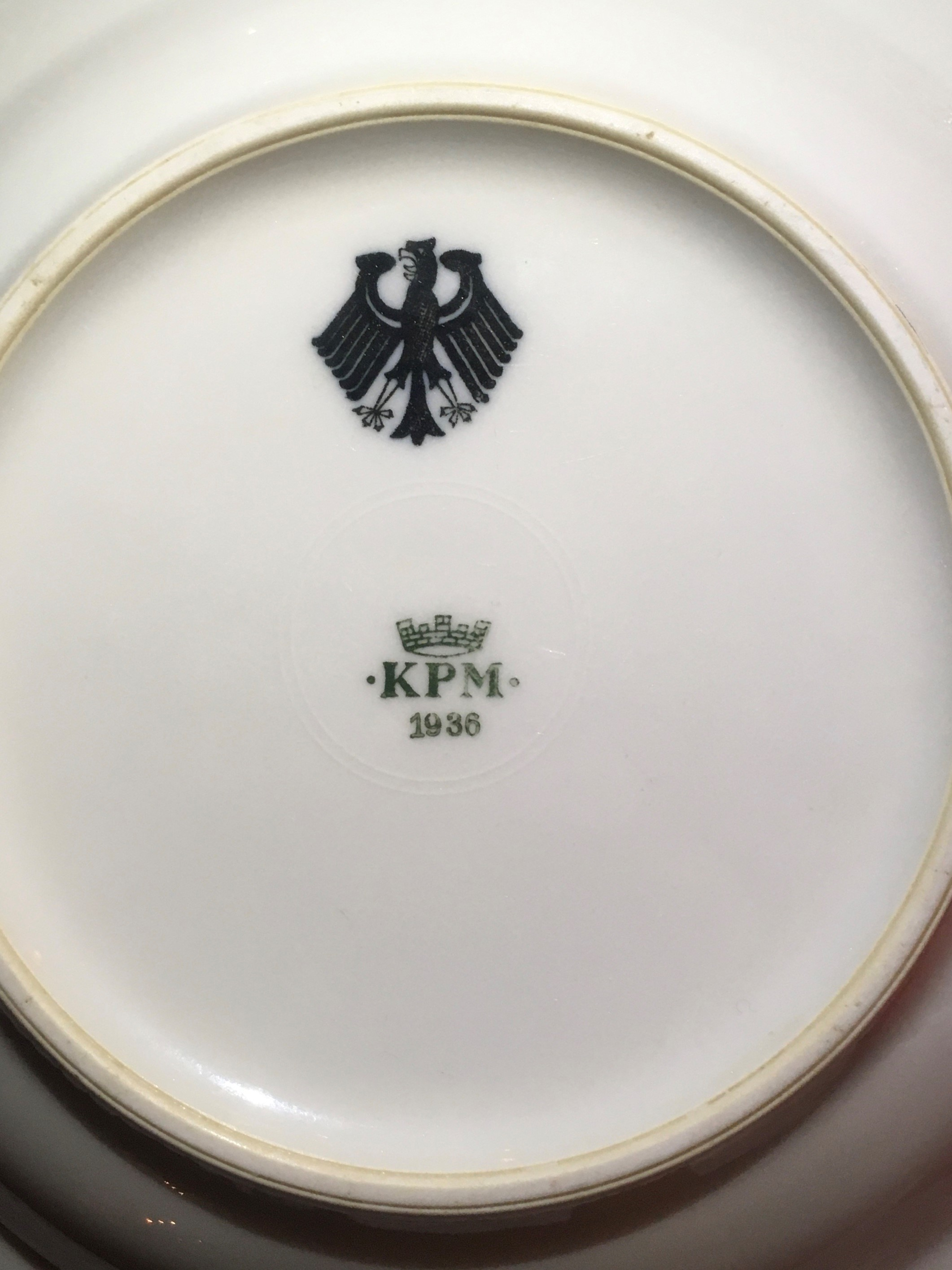
Bodenmarke Krister Porzellanmanufaktur 1936 mit Reichsadler ohne Insignien

Mit wachsender Bekanntheit löste sich das Markenzeichen von der Imitation und zeigte ab 1904 eine zu drei gekrümmten Strichen stilisierte Krone. Ab 1925 kam als Bodenmarke die Mauerkrone über den Buchstaben „KPM“ in Gebrauch. Diese Marke wurde mit verschiedenen Zusätzen bis 1971 geführt. 
Als ab 1945 die Produktion in Waldenburg unter polnischer Verwaltung weiterging, wurde die Mauerkrone über den Buchstaben „KPM“ mit dem Zusatz „Made in Poland“ erweitert. Die deutsche Marke zeigte die gleiche Mauerkrone, allerdings mit dem Monogramm „R KPM“ und „Krister Germany“ versehen.